# 岡田奈々
岡田 奈々（おかだ なな、本名：矢井 弘子〈やい ひろこ〉、1959年〈昭和34年〉2月12日 - ）は、日本の女優、元歌手。岐阜県岐阜市鏡島出身。身長162cm、B78cm、W55cm、H85cm（1975年6月）。

## 人物・来歴
1959年（昭和34年）2月12日、岐阜県岐阜市鏡島に生まれる。生家は稲葉郡鏡島村（1955年岐阜市に編入）で、代々絹織物業（岐阜縮緬など）を営んでいた旧家であった。
1974年6月、岐阜市の鶯谷女子高等学校高校1年在学時に、岐阜市の繁華街・柳ヶ瀬を歩いていた時にレコード店にキャンペーンで来ていたある歌手のスタッフにスカウトされたのがデビューのきっかけ。同年、オーディション番組『あなたをスターに!』の第2回チャンピオンとなり、翌1975年5月10日、16歳でシングル『ひとりごと』がNAVレコードより発売され歌手としてデビューした。占いによると本名は「芸能界に向かないばかりか全体的に字画が悪い」ということで芸名を付けることになり、芸名は父が養蜂業であることから、菜の花の優しく可憐なイメージから所属事務所社長が命名。最初は「菜々」にしようと思ったが、姓名判断で字画を考えた上で「奈々」に変更した。「岡田」はやはり占いで、四角張った字がいいということから決定した。
デビュー後、すぐにお茶の間で人気が爆発し、松竹と年間3本の映画出演契約を交わす。ライオン油脂「エメロンシャンプー」や、ポッキーの初代CMガール（1975年 - 1980年）や、『俺たちの旅』での田中健演ずる中谷隆夫の妹・中谷真弓役、1976年のシングル『青春の坂道』のヒットなど、清純・正統派アイドルとして活躍。
1977年3月、堀越高等学校を卒業、同年4月、戸板女子短期大学に進学した。
1977年7月15日午前2時ごろ、自宅マンションにて一人でいたところ、ベランダから覆面の男が押し入る事件が起きた。この時、岡田は犯人の持つ果物ナイフによって右手親指の付け根と左手の掌に30針の重傷を負い、ネクタイで拘束された。犯人は怪我をした岡田に簡単な応急手当てを行った後、「（犯行の）覚悟はできている。あんたのファンでどうにも気持ちが抑えられない。許してくれ。朝には帰る」などと一人でしゃべりまくり、朝7時には岡田の拘束を解いて玄関から出て行ったという。その後、通報を受けた警察の捜査を経て所属事務所は記者会見を開き、岡田は両手を包帯につつまれつつ「犯人は意外と親切だったが、生きた心地がしなかった」と事件の顛末を説明した。当時、岡田はテレビドラマ『俺たちの朝』にレギュラー出演中でもあったが、事件の2日後には仕事を開始したという。この折の犯人は以降も逮捕されぬまま、時効が成立した。
20歳となった1979年からは女優業に本格転向し、短期大学は中退した。その後は、『戦国自衛隊』（1979年）や『里見八犬伝』（1983年）といった全盛期の角川映画や、『不良少女とよばれて』（1984年4月 - 1984年9月）や『スクール☆ウォーズ』（1984年10月 - 1985年4月）、『ポニーテールはふり向かない』（1985年10月 - 1986年3月）などの大映ドラマで活躍した。作家の安部譲二は岡田の熱烈なファンで、自身原作の映画作品に出演依頼をしてこれを実現させたのが、1987年の『塀の中のプレイ・ボール』であった。
10代のころに石井輝男監督の東映最後の作品『暴力戦士』（1979年）に出演した縁で、石井の劇場用映画への復帰作『ゲンセンカン主人』（1993年）、続けて『無頼平野』（1995年）に出演、ヒロインを演じた。石井は「彼女のような顔が、好み」だという。プライベートは独身だが、映画『ラブ&ポップ』（1998年）やテレビドラマ『ストロベリー・オンザ・ショートケーキ』（2001年）では主人公の母親役を演じている。
近年では清純派を脱皮する演技力を見せている。
同姓同名で元AKB48の岡田奈々の認知度が高くなって以降は、「昭和（生まれ）の岡田奈々」とも呼ばれている。

## ディスコグラフィ
- NAVレコードに所属していたが、同社を吸収したポニーキャニオンから全てのシングル・アルバム音源がCD化されている。

### シングル
| #                    | 発売日          | A/B面       | タイトル                   | 作詞           | 作曲        | 編曲        | 規格品番    |
| NAVレコード          | NAVレコード     | NAVレコード | NAVレコード                | NAVレコード    | NAVレコード | NAVレコード | NAVレコード |
| -------------------- | --------------- | ----------- | -------------------------- | -------------- | ----------- | ----------- | ----------- |
| 1                    | 1975年 5月10日  | A面         | ひとりごと                 | 松本隆         | 都倉俊一    | 都倉俊一    | NA-19       |
| 1                    | 1975年 5月10日  | B面         | ひとりぼっちの幸福         | 松本隆         | 都倉俊一    | 都倉俊一    | NA-19       |
| 2                    | 1975年 8月25日  | A面         | 女学生                     | 松本隆         | 都倉俊一    | 都倉俊一    | NA-25       |
| 2                    | 1975年 8月25日  | B面         | 放課後                     | 松本隆         | 都倉俊一    | 高田弘      | NA-25       |
| 3                    | 1975年 12月10日 | A面         | くちづけ                   | 松本隆         | 森田公一    | 竜崎孝路    | NA-28       |
| 3                    | 1975年 12月10日 | B面         | 青いめまい                 | 松本隆         | 森田公一    | 竜崎孝路    | NA-28       |
| 4                    | 1976年 3月10日  | A面         | 青春の坂道                 | 松本隆         | 森田公一    | 瀬尾一三    | NA-32       |
| 4                    | 1976年 3月10日  | B面         | 恋はかくれんぼ             | 松本隆         | 森田公一    | 竜崎孝路    | NA-32       |
| 5                    | 1976年 6月10日  | A面         | 若い季節                   | 松本隆         | 佐藤健      | 瀬尾一三    | N-2         |
| 5                    | 1976年 6月10日  | B面         | 雨のテレフォン             | 松本隆         | 瀬尾一三    | 瀬尾一三    | N-2         |
| 6                    | 1976年 9月10日  | A面         | 手編みのプレゼント         | 松本隆         | 佐藤健      | 瀬尾一三    | N-6         |
| 6                    | 1976年 9月10日  | B面         | 地図のない旅               | 松本隆         | 瀬尾一三    | 瀬尾一三    | N-6         |
| 7                    | 1976年 12月21日 | A面         | かざらない青春             | 松本隆         | 佐藤健      | 瀬尾一三    | N-10        |
| 7                    | 1976年 12月21日 | B面         | プリーズ・プリーズ         | 松本隆         | 瀬尾一三    | 瀬尾一三    | N-10        |
| 8                    | 1977年 4月10日  | A面         | そよ風と私                 | 藤公之介       | 森田公一    | 高田弘      | N-13        |
| 8                    | 1977年 4月10日  | B面         | 二人乗りのしのび逢い       | 藤公之介       | 森田公一    | 高田弘      | N-13        |
| 9                    | 1977年 7月10日  | A面         | らぶ・すてっぷ・じゃんぷ   | 有馬三恵子     | 森田公一    | 萩田光雄    | N-18        |
| 9                    | 1977年 7月10日  | B面         | 海のシンフォニー           | 有馬三恵子     | 森田公一    | 萩田光雄    | N-18        |
| 10                   | 1977年 9月25日  | A面         | 求愛専科                   | 有馬三恵子     | 森田公一    | 船山基紀    | N-21        |
| 10                   | 1977年 9月25日  | B面         | さよならは知らない         | 有馬三恵子     | 森田公一    | 船山基紀    | N-21        |
| 11                   | 1978年 2月10日  | A面         | バイバイ・ララバイ         | 竜真知子       | 佐藤健      | 萩田光雄    | N-24        |
| 11                   | 1978年 2月10日  | B面         | 愛って何ですか             | 竜真知子       | 佐藤健      | 萩田光雄    | N-24        |
| 12                   | 1978年 4月25日  | A面         | だめですか                 | たかたかし     | 馬飼野康二  | J.Fibby     | N-27        |
| 12                   | 1978年 4月25日  | B面         | オー・ビューティフル・ラヴ | たかたかし     | 羽根田武邦  | 大浜和史    | N-27        |
| 13                   | 1978年 9月21日  | A面         | 湘南海岸通り               | たかたかし     | 馬飼野康二  | 戸塚修      | N-33        |
| 13                   | 1978年 9月21日  | B面         | フラッシュ・バック         | 三浦徳子       | 和泉常寛    | 戸塚修      | N-33        |
| 14                   | 1979年 3月21日  | A面         | 賭け                       | 山川啓介       | 佐藤健      | 佐藤健      | N-39        |
| 14                   | 1979年 3月21日  | B面         | バク                       | 山川啓介       | 佐藤健      | 佐藤健      | N-39        |
| キャニオン・レコード |                 |             |                            |                |             |             |             |
| 15                   | 1980年 10月21日 | A面         | 静舞                       | 三浦徳子       | 佐藤健      | 佐藤健      | 7A-0024     |
| 15                   | 1980年 10月21日 | B面         | 不意打ち                   | 三浦徳子       | 佐藤健      | 佐藤健      | 7A-0024     |
| キングレコード       |                 |             |                            |                |             |             |             |
| 16                   | 1986年 2月5日   | A面         | イッツ・フォー・ユー       | 小比類巻かほる | 竹澤好隆    | 渡辺博也    | T07S-1076   |
| 16                   | 1986年 2月5日   | B面         | 長い夜                     | 椎名恵         | 渡辺博也    | 渡辺博也    | T07S-1076   |

### アルバム

#### ベスト・アルバム
- 岡田奈々 オリジナル・ベスト・コレクション（1976年11月）
- 岡田奈々 ベスト24（1977年12月）

#### ライブ・アルバム
- セブンティーン! 岡田奈々バースデイコンサート（1976年5月10日）[15]

### CD
- 岡田奈々 スーパーベスト （1986年11月5日発売、廃盤）
- 岡田奈々 （1989年8月21日発売、廃盤）
- お元気ですか?岡田奈々with Love （1990年11月21日発売、廃盤）
- 憧憬 （1990年11月21日発売、廃盤）
- MYこれ!クション 岡田奈々 BEST （2001年10月17日発売）
- ぼくらのベスト アルバム復刻シリーズ 岡田奈々1 （2004年4月21日発売）

『奈々のひとりごと』『憧憬 (あこがれ)』『セブンティーン! 岡田奈々バースディコンサート』『握手しようよ』
- ぼくらのベスト アルバム復刻シリーズ 岡田奈々2 （2004年5月19日発売）

『'77新しい日記帳』『クリーム・ソーダ』『バイバイ・ララバイ/愛のフィナーレ』『Mr.アレンジャー』
- 「岡田奈々」SINGLESコンプリート （2007年7月18日発売）
- 憧憬+シングルコレクション （2008年7月16日発売）
- ザ・プレミアムベスト 岡田奈々（2012年11月21日）
- ゴールデン☆アイドル 岡田奈々（2015年11月18日）
- Myこれ!Lite 岡田奈々（2016年5月18日）
- 岡田奈々 青春のアルバム 復刻CDボックス（2025年2月5日）

自身のメッセージコメント、初商品化音源などボーナストラック収録曲の解説、リリースヒストリー、オリジナルジャケなどの写真の別テイクカットなどの写真、活動期間中にリリースしたベストアルバム2作品のジャケットを封入物も含め掲載された別冊ブックレット付き。

### CD & DVDコンプリートボックス
- 岡田奈々“my gratitude”（2019年5月22日発売）[17]

### タイアップ曲
| 年     | 楽曲                 | タイアップ                                                           |
| ------ | -------------------- | -------------------------------------------------------------------- |
| 1976年 | 青春の坂道           | 日本テレビ系テレビドラマ「俺たちの旅（第22話）」挿入歌               |
| 1976年 | 青春の坂道           | 松竹映画「青春の構図」挿入歌                                         |
| 1980年 | 静舞                 | テレビ朝日系テレビドラマ「江戸川乱歩の美女シリーズ（第13作）」主題歌 |
| 1985年 | イッツ・フォー・ユー | TBS系テレビドラマ「ポニーテールはふり向かない」挿入歌                |

## フィルモグラフィ

### 映画
- 青春の構図（松竹大船撮影所、1976年） - 谷口美穂  ※エランドール新人賞受賞作
- 暴力戦士（東映東京撮影所、1979年10月6日） - マリア
- 隠密同心 大江戸捜査網（東京12チャンネル・東宝、1979年12月1日） - 都大路高子
- 戦国自衛隊（角川春樹事務所、1979年12月5日） - 新井和子
- 青春グラフィティ スニーカーぶる〜す（東宝映画、1981年2月11日） - 金沢由美
- あゝ野麦峠 新緑篇（東宝映画、1982年） - 河合アイ
- 三等高校生（東宝映画・ジャニーズ事務所、1982年） - 水谷みどり
- 白蛇抄（東映京都撮影所、1983年） - やす恵
- オキナワの少年（パル企画、1983年） - 北沢絹子
- 里見八犬伝（角川春樹事務所、1983年） - 浜路
- ふるさと（1983年） - ふく（回想）
- 最後の博徒（東映京都撮影所、1985年） - 荒谷道代
- 塀の中のプレイ・ボール（松竹映像、1987年） - 飛び魚ミミ
- パチンコ物語（五稜プロ、1990年） - 打田美津子
- エンジェルターゲット 殺戮天使 （クラリオンソフト、オリジナルビデオグラム、1991年）- たかつかさ純子
- DANGER POINT 地獄への道 （東映ビデオ、オリジナルビデオグラム、1991年）
- ゲンセンカン主人（キノシタ映画、1993年） - ランボーの福子
- 代打屋トーゴー Trouble#1 高層ビル爆破予告!（ケイエスエス、オリジナルビデオグラム、1994年）
- 無頼平野（ワイズ出版・M.M.I、1995年） - ナミ
- Zの回路 復讐の裏ゴト師（裏ゴト師製作委員会、1996年） - 椎名奈緒美
- ラブ&ポップ（ラブ&ポップ製作機構、1998年1月9日） - 裕美の母親
- 少年と星と自転車（「少年と星と自転車」製作委員会、2005年5月28日） - 山田美沙子
- 遠くでずっとそばにいる（「遠くでずっとそばにいる」製作委員会、2013年6月15日） - 志村美枝子
- 恋（下松フィルム・コミッション運営委員会、2014年11月22日） - 吉野咲子
- 海すずめ（2016年7月2日） - 赤松京子
- 五十年目の俺たちの旅（ナカチカピクチャーズ、2026年1月公演予定） - 中谷真弓[18]

### テレビドラマ

#### 1970年代
- うしろの正面（1975年、NET） - デビュー作品、江島周子
- マチャアキの森の石松 （1975年 - 1976年、NET） - 第1話・演出マキノ雅弘
- 俺たちの旅（1975年 - 1976年、ユニオン映画・日本テレビ） - 中谷真弓
- どてかぼちゃ（1975年 - 1976年、NET） - 小野列子
- 事件ファイル110 甘ったれるな 第13話「女子高生・復讐の赤い殺意」（1976年、TBS）
- 俺たちの朝（1976年 - 1977年、東宝・日本テレビ） - 岩崎杏子
- ひまわりの道（1976年、日本テレビ）
- 刑事くん 第5部 第15話「秋・ふたりの涙」（1976年、TBS）
- 新春グランド劇場「新春大吉」（1977年、日本テレビ）
- 白い波紋（1977年、TBS） - 由美
- パパは独身 第29話「歌うナイチンゲール」（1977年、TBS）
- グランド劇場「ありがとうパパ」（1977年、日本テレビ） - 直美
- 明日の刑事（TBS） 
  - 第2話「スーパーカー殺人事件」（1977年）
  - 第16話「悲しみの橋が二人をひき裂いた」（1978年）
  - 第38話「恋人の赤い絆・父と娘の戦争」（1978年）
- 金曜劇場「ハッピーですか?」（1978年、日本テレビ）
- 幸福の断章（1978年、毎日放送）
- 大空港 第12話「逃亡者」（1978年、松竹・フジテレビ） - 南ヒロミ
- ゆうひが丘の総理大臣（1978年 - 1979年、ユニオン映画・日本テレビ） - 大屋薫
- 遠山の金さん 第2シリーズ（1979年、テレビ朝日・東映） - お駒
- 銀河テレビ小説「春の珍客」（1979年4月、NHK総合）
- 吉宗評判記 暴れん坊将軍（テレビ朝日・東映）
  - 第59話「賭けた命が纏に燃える」（1979年） - おせん
  - 第82話「天女のようなガキ大将」（1979年） - お雪
- 七人の刑事 第3シリーズ 第62話「真夏の刑事」（1979年、TBS）
- 翔んでますえ（1979年、よみうりテレビ）
- われら行動派!（1979年、フジテレビ） - 岩倉梨江

#### 1980年代
- 東芝日曜劇場（TBS）
  - 第1207回「やがて春」（1980年1月27日、毎日放送）
  - 第1220回「京おんな　祇園ざくら」（1980年4月27日、毎日放送）
  - 第1276回「うちの嫁さんちょっと秘密や」（1981年6月7日、毎日放送）
  - 第1402回「夢の鳥」（1983年11月13日、CBC） - 平野直子
  - 第1622回「天使を乗せたタクシー」（1988年2月7日、北海道放送）
- 長七郎天下ご免! 第19話「唄を忘れた箱入娘」（1980年3月13日、テレビ朝日）
- 桃太郎侍 第178話「アバタもエクボ」（1980年3月16日、日本テレビ・東映） - お京
- 木曜ゴールデンドラマ（よみうりテレビ）
  - 「花も嵐も踏み越えて 西条八十の愛と歌」（1980年6月12日）
  - 「母の大罪」（1984年2月9日）
- 土曜ワイド劇場（テレビ朝日）
  - 「悪魔の花嫁 呪われた百物語」（1980年7月26日）
  - 「魅せられた美女 江戸川乱歩の「十字路」」（1980年11月1日）
  - 「二重誘拐 花嫁の身代金（1981年5月9日）
  - 「三毛猫ホームズの怪談 赤猫は死を招く」（1981年5月16日、東映） - 保母・森田絹子
  - 「白い乳房の美女 江戸川乱歩の地獄の道化師」（1981年10月3日） - 野上愛子
  - 「円周率πの殺人 胃と腸…切断トリックの怪!?　疑惑のクランケ」（1989年9月9日）
- 土曜ナナハン・学園危機一髪「UFO・翔んだ!」（1980年9月20日、フジテレビ）
- ある日突然?! スパゲティ・ママの青春白書（1980年12月4日、テレビ朝日）
- 和宮様御留（1981年1月3日、フジテレビ） - 和宮
- ただいま放課後（1981年、フジテレビ） - 友里（保健教諭）
- 時代劇スペシャル（フジテレビ）
  - 「新吾十番勝負」（1981年 - 1982年） - お縫
  - 「姫四郎流れ旅」（1982年2月12日） - お光、寿美
  - 「御金蔵破り〜佐渡の金山を狙え!!」（1983年5月27日） - 浪切りお吉/お菊
  - 「怪猫有馬御殿 妖しく光る猫の眼!! 血も凍る女の館 恐怖の夜!!」（1983年8月12日） - 美和
  - 「どくろ銭」（1884年3月8日） - お小夜 役
- 文吾捕物帳 第1話「鬼の心」（1981年、テレビ朝日）
- オレ達全員奈津子の子（1982年、日本テレビ）
- ザ・サスペンス（TBS）
  - 「夜の誘惑者 避暑地の恐怖・金髪美女を狙う吸血の牙」（1982年8月14日）
  - 「仮面の誘惑 女流評論家に巣喰った肉体の悪魔」（1983年5月21日）
  - 「山之内家の惨劇」（1983年6月11日）
  - 「フルムーン殺人旅行」（1983年10月1日）
  - 「開き過ぎた扉 近親相姦の悲劇 結婚直前の二人を襲った嵐」（1983年10月22日）
  - 「寝台特急「紀伊」殺人行 14号車に消えた美女」（1984年2月11日）
- 擬装結婚（1983年、毎日放送） - 正美
- 日立テレビシティ「愛の讃歌 越路吹雪の青春」（1983年5月11日・18日、TBS）
- 月曜ワイド劇場「悲しみの交通刑務所 死んでもあなたを許さない」（1983年6月20日、テレビ朝日）
- 花王名人劇場「春風亭柳昇の与太郎戦記 ああ出征の巻」（1983年12月11日、関西テレビ） - 師匠のひとり娘
- 長七郎江戸日記 第1シリーズ 第11話「風流浮世絵崩し」（1983年12月27日、日本テレビ）
- 大河ドラマ「山河燃ゆ」（1984年、NHK総合） - 楊栄麗
- 不良少女とよばれて（1984年、TBS・大映テレビ） - 葉山恭子
- さらば、夏の光よ（1984年4月 - 9月、CBC）
- スクール☆ウォーズ（1984年 - 1985年、TBS・大映テレビ） - 滝沢節子
- 流れ星佐吉 第5話「初恋が呼んだ大怒り」（1984年5月1日、関西テレビ・松竹）
- 日曜9時は遊び座です（1984年10月 - 1985年3月、日本テレビ）
- 乳姉妹（1985年、TBS・大映テレビ） - 辻優子
- ポニーテールはふり向かない（1985年、TBS・大映テレビ） - 千葉かおる
- 木曜ドラマストリート「花嫁の父　狙われた披露宴、ウェディングドレスを刃が襲う!」（1985年12月12日、フジテレビ）
- 俺たちの旅 十年目の再会（1985年、日本テレビ） - 中谷真弓
- 火曜サスペンス劇場「喪服の妻たち」（1986年1月14日、日本テレビ）
- 花嫁衣裳は誰が着る（1986年、フジテレビ・大映テレビ） - ユリ麻見
- 新鋭ドラマシリーズ「花嫁の告白　そして－ひとりだけ残った」（1986年8月3日、TBS）
- おんな風林火山（1986年、TBS） - 佐保姫（信玄次女・穴山信君正室）
- 京都かるがも病院（1987年、テレビ朝日） - 淳子
- ドラマ・女の手記「近所いじめの恐怖!! 嫁は泣き姑は家出」（1987年3月23日、テレビ東京）
- 野風の笛 鬼の剣 松平忠輝天下を斬る!（1987年7月1日、日本テレビ）
- Wパパにオマケの子!?（1987年3月25日、日本テレビ）
- 12時間超ワイドドラマ「花の生涯 井伊大老と桜田門」（1988年1月3日、テレビ東京） - 里和（佐登）
- ニュータウン仮分署（1988年、テレビ朝日） - 和泉彩夏（巡査部長）
- ザ・ドラマチックナイト「艶歌・旅の終りに」（1988年2月26日、フジテレビ）
- ザ・スクールコップ（1988年、フジテレビ・大映テレビ） - 警視総監の娘
- 土曜ドラマスペシャル「一発逆転夫婦」（1988年7月22日、TBS）
- 月曜・女のサスペンス（テレビ東京）
  - 「事件の女たち 信玄伝説殺人事件」（1988年7月25日） - 圭子
  - 「人気推理作家トラベルシリーズ 故郷に消えた妻 瀬戸内殺人旅行」（1989年1月16日）
  - 「傑作推理受賞作シリーズ 来訪者」（1989年6月26日）
- シリーズ街－早稲田・面影橋「面影橋・夢いちりん」（1988年11月24日、テレビ朝日）
- ドラマスペシャル「年末年始ホテル物語」（1988年12月30日、TBS）
- 土曜ドラマ「翔べ ひよっ子」（1989年2月 - 3月、NHK総合）
- ドラマ23（TBS）
  - 「私をゴルフに連れてって」（1989年7月10日 - 13日） - 紀子
  - 「結婚狂時代」（1989年9月18日 - 21日）
- 月曜ドラマスペシャル「消された航跡」（1989年10月9日、TBS）
- 京都サスペンス「折れた鉛筆 お父さん、誰かいい人が?」（1989年12月18日、関西テレビ）

#### 1990年代
- 燃えよ剣 第1部（1990年1月5日、テレビ東京）
- ビートたけしの痛快時代劇「なめくじ長屋捕物さわぎ 花のお江戸のどまん中 変な先生と軍団が現れた!」（1990年1月5日、TBS）※友情出演
- 月曜・女のサスペンス（テレビ東京）
  - 「寝台特急「あけぼの１号」の女」（1990年1月8日） - 看護婦・美代
  - 「列島縦断事件シリーズ　軽井沢の霧の中で　アリスの館殺人事件」（1990年6月18日）
  - 「注文の多い料理店」（1990年12月10日） - 主演
  - 「ある決闘　疑惑の軽井沢」（1991年1月28日）
  - 「春の海鳴り　復讐姉妹」（1991年4月15日）
  - 「西新宿無理心中」（1991年10月21日）
  - 「沖縄・殺意の果て」（1992年5月4日）
  - 「漆が燃えた」（1992年10月19日） - OL
- ドラマチック22（TBS）
  - 「高田純次の無責任社員物語」（1990年1月27日）
  - 「高田純次の無責任社員物語2」（1990年7月7日）
  - 「俺たち純情ブラザーズ」（1990年7月28日）
  - 「下町商店街　結婚狂時代」（1990年11月17日） - OL
  - 「高田純次の無責任社員物語3」（1991年1月5日）
- 世にも奇妙な物語 「生き蟹」（1990年8月30日、フジテレビ） - 松岡ゆかり
- 柳生武芸帳 痛快時代劇スペシャル（1990年、日本テレビ）
- 春の時代劇スペシャル「四匹の用心棒1　地獄砦の決闘!」（1990年4月5日、テレビ朝日）
- 歴史サスペンス「徒然草 殺しの硯 美女が襲う兼好法師殺人絵図」（1990年4月9日、テレビ東京）
- ドラマスペシャル「芸能界(秘)マネージャー物語」（1990年4月13日、TBS）
- 月曜ドラマスペシャル「ミヤコ蝶々の仮免ドライブ捕物旅行 それゆけ自動車教習所」（1990年5月7日、TBS）
- スクールウォーズ2（1990年 - 1991年、TBS・大映テレビ） - 滝沢節子
- 火曜ミステリー劇場「死のハネムーン 東京発18時50分「出雲1号」のダブルトリック 花嫁は初夜に殺される…」（1990年11月27日、テレビ朝日）
- おらんだ左近秘剣帳（1991年、テレビ東京）
- 花王愛の劇場「花を下さい」（1991年10月 - 12月、TBS）
- 妻たちの劇場（フジテレビ）
  - 「白いシャツの女」（1992年2月 - 4月）
  - 「霧の向こう側」（1993年10月 - 11月）
- 本当にあった怖い話 第7回「死者からのプロポーズ」（1992年6月8日、テレビ朝日）
- 新幹線物語'93夏（1993年、TBS） - 西野多絵子
- カミング・ホーム（1994年、TBS） - 城田めぐみ
- 秋の時代劇SP「女たちの名古屋城 ああ、子が欲しい! 尾張徳川家世継ぎをめぐり激しく生き激しく愛した女たち!!」（1994年11月15日、テレビ愛知）
- 日本一短い「母」への手紙1「親孝行」（1995年4月6日、日本テレビ）
- 俺たちの旅 二十年目の選択 （1995年9月1日） - 中谷真弓

#### 2000年代
- 金曜エンタテイメント ほんとにあった怖い話 「遠い夏」（2000年、フジテレビ） - 萩原佳代子
- 涙をふいて（2000年、フジテレビ） - 淵上美沙子
- SHADOW シャドー （ウェブドラマ、2001年）
- 金曜ドラマ ストロベリー・オンザ・ショートケーキ（2001年、TBS） - 入江百合江
- ウエディングプランナー SWEETデリバリー 第8話「同級生」（2002年、フジテレビ） - 古川美江子
- 天使みたい（2003年、NHK総合） - 戸川美咲
- 俺たちの旅 三十年目の運命 （2003年12月16日、日本テレビ）
- 由奈のECOってHAPPY!（2006年、中部電力のWEBドラマ）
- あなたの涙そうそうスペシャル （2006年9月26日、TBS）
- マサさんがゆく〜お正月スペシャル岐阜・美濃編〜 （2009年1月9日、NHK総合）
- 月曜ゴールデン「警視庁南平班〜七人の刑事〜」（2009年8月24日、TBS） - 南部敦子

#### 2010年代
- 月曜ゴールデン「警視庁南平班〜七人の刑事〜2」（2010年8月23日、TBS） - 南部敦子
- 月曜ゴールデン「警視庁南平班〜七人の刑事〜3」（2011年5月16日、TBS） - 南部敦子
- 王様の家（2011年10月 - 12月、BS朝日） - 平井節子 役
- 月曜ゴールデン「警視庁南平班〜七人の刑事〜4」（2011年11月7日、TBS） - 南部敦子
- 月曜ゴールデン「警視庁鑑識課〜南原幹司の鑑定〜」（2011年11月28日、TBS） - 南原実加
- RUN60 第4話 - 第6話（2012年5月9日 - 5月23日、毎日放送） - 楠野喜美
- 月曜ゴールデン「警視庁南平班〜七人の刑事〜5」（2012年7月2日、TBS） - 南部敦子
- そこをなんとか 第4話（2012年11月11日、NHK BSP） - 土屋芳子
- 月曜ゴールデン「警視庁南平班〜七人の刑事〜6」（2013年4月8日、TBS） - 南部敦子
- 王様の家スペシャル（2013年9月23日、BS朝日） - 平井節子
- 月曜ゴールデン「警視庁南平班〜七人の刑事〜7」（2014年6月2日、TBS） - 南部敦子
- 月曜ゴールデン「警視庁南平班〜七人の刑事〜8」（2015年8月3日、TBS） - 南部敦子
- OUR HOUSE（2016年、フジテレビ） - 三浦和美（園長先生）
- 月曜名作劇場「警視庁南平班〜七人の刑事〜9」（2016年7月11日、TBS） - 南部敦子
- 月曜名作劇場「警視庁南平班〜七人の刑事〜10」（2017年5月15日、TBS） - 南部敦子
- 月曜名作劇場「警視庁南平班〜七人の刑事〜11」（2018年10月29日、TBS） - 南部敦子

### 配信ドラマ
- 雨が降ると君は優しい 第5話・第6話（2017年9月16日、Hulu） - 加藤凪子 役[19]

## 女優以外の出演

### 情報・バラエティ番組
- メロディアタック（1977年 - 1979年、朝日放送）- 押阪忍とともに司会
- 霊感ヤマカン第六感（朝日放送） - 女性軍レギュラー
- 日曜9時は遊び座です （1984年10月 - 1985年3月、日本テレビ） - レギュラー
- NHKスペシャル「職場を襲う“新型うつ”」（2012年4月29日、NHK総合） - ドラマ編出演

ほか多数

### CM
- 江崎グリコ 「アーモンドチョコレート」「ポッキー」他（1975年 - 1980年）

初代ポッキーガール
- ライオン油脂「エメロンシャンプー」（1975年）
- 富士フイルム「フジカラー」（1975年）
- パイロット万年筆　(1975年)
- 日立「日立パディスコ / GF6」（1976年）
- ブラザー「コンパルDX」（1976年）
- メナード化粧品（1976年 - 1980年・1983年）
- ハウス食品「フルーチェ」他（1977年 - 1980年）
- ダイハツ「ミラクオーレ」（1980年）
- 丸美屋「釜飯」（1994年）
- アース製薬「バスロマン　ナチュラルスキンケア」（2000年）
- JR東日本
- ホテル志戸平
- キッコーマン 「和風かけて焼肉」 - 松井秀喜と共演
- MPG「ミネターていれ」
- 日本生命「みらいサポート 悠々時代」（2011年） - 篠田三郎と共演

### イメージビデオ
- 奈々 in PARIS PART 1 岡田奈々 華麗なる変身（アルタス映像出版 1984年 VHS AL-9802V 30分 ¥9,800）
- 奈々 in PARIS PART 2 岡田奈々 幻想のフォンテンブロー（アルタス映像出版 1984年 VHS AL-9803V 30分 ¥9,800）
- 岡田奈々 PARTY FOR ONE （大陸書房、1989年5月） ISBN 4803320896 （VHSセル、書籍扱い）
- 岡田奈々 炎の伝説  （大陸書房、1989年12月） ISBN 4803325138 （VHSセル、書籍扱い）

## 書籍
- 『奈々の想い』、1976年
- 『奈々の秘密』、講談社、1976年
- 『岡田奈々17歳 奈々のひとりごと』、ペップ出版、1976年
- 『岡田奈々写真集』、愛宕書房、1981年
- 『岡田奈々 / ワニ写真劇場 No.4』、撮影池谷朗、ワニブックス、1983年1月、ISBN 4584200580
- 『岡田奈々写真集 二度目の初恋』、マガジンハウス、2017年
- 《芸能生活50周年記念秘蔵フォト本邦初公開プレミアムBOX》『岡田奈々 LAST MESSAGE』、光文社、2025年2月14日[20]

## 受賞歴
- エランドール新人賞（1976年） - 映画『青春の構図』
- 第2回歌謡ゴールデン大賞新人グランプリシルバー賞（1976年）